# Lot (Lotto)
La tarsia Lot o Incesto di Lot e incendio della Pentapoli fa parte delle tarsie del coro della basilica di Santa Maria Maggiore. È collocata sul presbiterio nella parte dedicata al coro dei religiosi, ala sinistra tredicesimo stallo. Il disegno fu realizzato nel 1528 dal pittore Lorenzo Lotto e tradotto poi nella tarsia da Giovan Francesco Capoferri nel biennio successivo. Uno studio delle tarsie e dei disegni preparatori fu realizzato dalla studiosa Francesca Cortesi Bosco e pubblicato nel 1987.

## Storia
La congregazione della Misericordia Maggiore, che amministrava la basilica mariana, e che aveva deciso di completare il presbiterio con il coro, il 12 marzo 1524 affidò a Lorenzo Lotto la realizzazione dei disegni per le tarsie

La scelta della realizzazione di questa tarsia venne proprio dal pittore veneziano proprio perché vi era inserito il suo cognome, scrisse infatti alla congregazione Maggiore il 18 ottobre 1526, dopo che fu invitato a mandare nuovi disegni preparatori da parte degli intarsiatori che avevano ultimato quelli precedenti: 
(18 ottobre 1526 lettera di Lorenzo Lotto)
Questo scritto non ottenne risposta da parte dei rappresentanti la congregazione e Lotto rimandò una nuova richiesta:
(9 maggio 1527)
 Il consenso fu sicuramente ottenuto se il 12 agosto Lotto indicò che alcuni di lavori erano pronti: Sommersione del faraone e Giuditta, e un piccolo cartone per la storia di Lot.: 
Il 6 settembre risulta che il notaio Marco Antonio da Mozzo scriveva al notaio San Pellegrino di aver ricevuto i cartoni e che erano stati prontamente pagati. L'artista chiedeva inoltre quali altri lavori erano necessari da realizzare per le tarsie sul lato dell'organo così che li potesse completare perché riteneva di aver soddisfatto la richiesta per quanto riguarda la parte che si volgeva alla sagrestia.

## Descrizione

### Tarsia
La storia, il cui cartone e verrà intitolato da Lotto Loto de Sodoma, racconta il fatto descritto nel libro della genesi dell'Antico Testamento, quanto Lot, uomo giusto, avvisato e salvato dal Signore, con le sue due figlie arriva nella città di Zoar, mentre Dio distrugge le città di Sodoma e Gomorra mandando fuoco dal cielo. Lot arriva stanco e disperato, la moglie infatti non aveva obbedito alle sue indicazioni e si era voltata a guardare la distruzione che era in atto diventando così una statua di sale. Ma le due figlie, per garantire una discendenza alla propria famiglia, inebriano di vino il padre così da poterlo sedurre.(Genesi 19,23-32)
L'artista conosceva bene le scritture, forse aveva già realizzato lavori con questo soggetto venne infatti indicato nel 1601 da Gio. Francesco Angelita una tavoletta: e io ho di mano dello istesso in una tavoletta ritorna l'Historia di Loth, quando essendosi fuggito dallo incendio di Sodoma, si giace cole figliule; che è cosa bellissima e la conservo nel mio studio. L'iconografia della “storia” racconta le tre diverse fasi dell'evento: lontano, sullo sfondo, sale il fumo dalla pentapoli che brucia per volontà di Dio, la moglie di Lot si volge a guardare la città, malgrado Loto l'aveva invitata a proseguire senza volgere lo sguardo, e diventa così una statua di sale, e in primo piano sul lato sinistro della tarsia, Lot che viene sedotto dalle due figlie. La scelta dell'artista è proprio strettamente legata a Lot e alle sue figlie, mentre le due parti di Sodoma che brucia e della statua di sale che è la moglie, pare appena accennato, giusto per giustificare l'ultima parte. Non è certo un tema ripreso molte volte nella storia dell'arte se non nelle pitture nordiche che tendono a dare un'immagine sensuale dell'evento. Lot è raffigurato ebro che si appoggia alla primogenita circondandola con le braccia, mentre questa, le porge un ulteriore brocca di vino aiutato dalla sorella minore. La confidenza che l'anziano volge alle figlie, è sufficiente per comprendere la scena che poi seguirà. La tarsia testimonia quanto interesse avesse l'artista per le opere fiamminghe.

### Coperto
L'Impresa venne consegnato tra il 15 luglio e il 4 settembre del 1527 e realizzato nel 1530 con la profilatura l'anno successivo sempre dal Capoferri, seguendo le indicazioni che Lotto aveva scritto con la consegna. Considerato che questo lavoro fu scelto direttamente dal Lotto proprio per il titolo vicino al suo cognome si considera che avesse avuto particolare attenzione da parte dell'artista, e che il messaggio che doveva comunicare rispecchino una personale istanza morale
Il coperto raffigura un ceppo dal quale nascono due alberi. La scritta PIETAS è posta sull'albero verde e frondoso e cade avvolgendo due piccole piante, la scritta INOBEDIENTIA è posta su quello arido, cade su di uno spazio vuoto. Due avambracci uniti da un occhio sono posti sulla parte superiore dei due alberi, quello di destra ha il palmo della mano aperto, e chiuso quello a sinistra, riprendendo il significato di accoglienza per la parte destra e di respingimento per la sinistra: la positività e la negatività, mentre l'occhio è l'immagine di Dio, che Lotto propone anche in altri lavori.